# Kan Kobayashi
Kan Kobayashi (født 27. april 1999) er en japansk fodboldspiller.
Han har spillet for flere forskellige klubber i sin karriere, herunder FC Tokyo.